# 川崎善三郎
川崎 善三郎（かわさき ぜんざぶろう，1860年（万延元年）4月—1944年（昭和19年）4月29日），日本剑术家，無外流，大日本武徳会剣道範士，警察，諱重徳。